# هيلين أندرسون
هيلين أندرسون (بالإنجليزية: Helen Anderson)‏ هي جيولوجية ومديرة نيوزيلندية، ولدت في 11 سبتمبر 1955.